# Mira quién habla (programa de televisión)
Mira quién habla fue un programa de televisión chileno emitido por Mega el 5 de mayo de 2006
hasta 1 de abril de 2011, que se dedicaba a analizar la farándula y los espectáculos del país. Desde que debutó hasta su última emisión en 2011 fue conducido por Giancarlo Petaccia y Viviana Nunes, además de la participación de un grupo de panelistas que aportan con preguntas y análisis.

## Equipo

### Panelistas
- Giancarlo Petaccia (conducción)
- Viviana Nunes (conducción)
- Andrés Mendoza
- Pablo Zúñiga
- Andrés Mendoza

Anteriores
- Willy Geisse (2010)
- Rita Cox (2010)
- Patricia Maldonado (2010)
- Pamela Díaz (2010)
- Magdalena de la Paz (2008-2010)
- Andrés Baile (2006-2010)
- Constanza Varela (2010)
- Romina Martin (2009-2010)
- Nelson Pacheco (2009-2010)
- Jessica Abudinen (2009)
- Macarena Tondreau (2008-2009)
- Monserrat Torrent (2008)
- Rodrigo Norambuena (2008)
- Adriana Aguayo (2008)
- Adriana Barrientos (2006-2007)
- Fernanda Hansen (2006-2007)
- Lilian Alarcón (2006-2007)
- Carlos Tejos (2006)
- Mey Santamaría (2006)